# Edwin Bidwell Wilson
Ne pas confondre avec les autres mathématiciens Bertram Martin Wilson et John Wilson.
Pour les articles homonymes, voir Bidwell et Wilson.
Edwin Bidwell Wilson (25 avril 1879 - 28 décembre 1964) est un mathématicien américain. Il a rédigé plusieurs manuels de niveau universitaire, dont Vector Analysis.

## Biographie
Wilson a obtenu son AB (artium baccalaureus) du Harvard College en 1899 et son PhD de l'université Yale en 1901, sous la supervision de Josiah Willard Gibbs.
Wilson a préparé le manuel Vector Analysis en s'appuyant sur les notes de cours de Gibbs, ce dernier étant occupé à rédiger son ouvrage sur la thermodynamique. En 1904, Wilson a révisé The Principles of Mathematics de Bertrand Russell sur les fondations des mathématiques. Il a aussi publié en collaboration avec Gilbert N. Lewis The Space-Time Manifold of Relativity en 1912. Il a publié deux autres manuels : Advanced Calculus (1912) et Aeronautics: A Class Text (1920).
Wilson a été président de l'American Statistical Association.
Gibbs s'est directement intéressé à son parcours professionnel. Wilson a été le mentor de l'économiste Paul Samuelson, lauréat du « prix Nobel en économie ».

## Publications
- (en) Edwin Bidwell Wilson, Vector analysis : A text-book for the use of students of mathematics and physics, founded upon the lectures of J. Willard Gibbs, Ph.D. LL.D, New Haven, Yale University Press, 1902 (présentation en ligne, lire en ligne)

- (en) Edwin Bidwell Wilson, Advanced calculus : A text upon select parts of differential calculus, differential equations, integral calculus, theory of functions; with numerous exercises, Boston, Ginn and Company, 1912, ix + 566 (présentation en ligne, lire en ligne)

- (en) Edwin Bidwell Wilson, Aeronautics : A Class Text, New York, John Wiley and sons, inc., 1920 (présentation en ligne, lire en ligne)

- (en) Edwin B. Wilson, « The Foundations of Mathematics », Bulletin of the American Mathematical Society, vol. 11, no 2,‎ 1904, p. 74-93

- (en) Edwin B. Wilson et Gilbert N. Lewis, The Space-Time Manifold of Relativity. The Non-Euclidean Geometry of Mechanics and Electromagnetics, vol. xlviii, Proceedings of the American Academy of Arts and Sciences, 1912 (lire en ligne)

### Sources
- Jerome Hunsaker and Saunders MacLane (1973) Biographical Memoirs v. 43, pp.285-320, National Academy of Sciences of USA.
- (en) John J. O'Connor et Edmund F. Robertson, « Edwin Bidwell Wilson », sur MacTutor, université de St Andrews.